# Interior Music
Az Interior Music Jean-Michel Jarre speciális albuma, melyet 1000 példányban nyomtak. A lemez egy párizsi Bang & Olufsen üzlet megnyitójára született a cég felkérésére. Az első szám egy vokális kollázs, melyben angol, francia, dán szövegek hallhatók, nagyrészt Bang & Olufsen reklámokból. A második szám az első szám instrumentális változata.

## Számlista
1. Bonjour – Hello – 25:57
2. Whispers Of Life – 25:57